# Либерштейн, Пол
Пол Либерштейн (англ. Paul Lieberstein; род. 22 февраля 1967, Уэстпорт, Коннектикут, США) — американский телепродюсер и сценарист, обладатель двух премий «Эмми».
Наиболее известен как сценарист, продюсер, режиссёр и актёр сериала «Офис».

## Биография
Написал сценарий к 13 сериям сериала «Офис» и был режиссёром пяти серий. В 1999 году получил премию «Эмми» за работу над мультсериалом «Царь горы» В 2007 году получил премию «Эмми» за работу над веб-эпизодами сериала «Офис».
Его сестра Сьюзан замужем за Грегом Дэниелсом, а брат Уоррен был женат на Анджеле Кинси, исполнительницы роли Анджелы Мартин в сериале «Офис».

## Фильмография
- 2005 — 2013 — «Офис» / The Office — Тоби Флендерсон
- 2009 — «Продавец» / The Goods: Live Hard, Sell Hard — Selleck Last Customer